# Šenkvice
Šenkvice este o comună slovacă, aflată în districtul Pezinok din regiunea Bratislava, pe malul râului Stoličný potok⁠(d). Localitatea se află la altitudinea de 160 m deasupra n.m., se întinde pe o suprafață de 24,81 km2 și în 2017 număra 4.910 locuitori.

## Istoric
Localitatea Šenkvice este atestată documentar din 1256.

## Demografie
| An:                | 1994 | 2004   | 2014   | 2024    |
| ------------------ | ---- | ------ | ------ | ------- |
| Număr de persoane: | 4000 | 4327   | 4645   | 5338    |
| Diferență:         |      | +8,17% | +7,34% | +14,91% |

| An:                | 2023 | 2024   |
| ------------------ | ---- | ------ |
| Număr de persoane: | 5352 | 5338   |
| Diferență:         |      | −0,26% |